# Liste der denkmalgeschützten Objekte in Großweikersdorf
Die Liste der denkmalgeschützten Objekte in Großweikersdorf enthält die 42 denkmalgeschützten, unbeweglichen Objekte der Gemeinde Großweikersdorf.

## Denkmäler
| Foto |                 | Denkmal                                                                                        | Standort                                                      | Beschreibung | Metadaten |
| ---- | --------------- | ---------------------------------------------------------------------------------------------- | ------------------------------------------------------------- | --- | --- |
| ja   | Datei hochladen | Figur hl. Johannes Nepomuk HERIS-ID: 64084 Objekt-ID: 76781                                    | vor Ameisthal 24-25 Standort KG: Ameisthal                    | Auf einem Volutensockel mit einer Gedenktafel für 17 Gefallene und Vermisste des Zweiten Weltkriegs und einem weiteren würfelförmigen Sockel mit der Stifterinschrift aus 1770 steht eine spätbarocke Statue des hl. Johannes Nepomuk aus Zogelsdorfer Sandstein mit halbrundem Blechdach.                                                                          | BDA-Hist.: Q38105269 Status: § 2a Stand der BDA-Liste: 2025-06-30 Name: Figur hl. Johannes Nepomuk GstNr.: 867/3                                                                            |
| ja   | Datei hochladen | Bildstock HERIS-ID: 27165 Objekt-ID: 23680                                                     | Standort KG: Baumgarten am Wagram                             | Der Reliefpfeiler mit Quaderaufsatz aus der zweiten Hälfte des 17. Jahrhunderts zeigt am Schaft ein Relief der Leidenswerkzeuge und im Aufsatz Reliefs der Hl. Dreifaltigkeit und Pestheilige. Anmerkung: Der Reliefpfeiler war bis 2014 auf GstNr. 1016 (Lage) ausgewiesen, ab 2015 auf GstNr. 1047.                                                               | BDA-Hist.: Q37908529 Status: § 2a Stand der BDA-Liste: 2025-06-30 Name: Bildstock GstNr.: 1047 Bildstock Baumgarten Gst. 1047, Gemeinde Großweikersdorf                                     |
| ja   | Datei hochladen | Ortskapelle HERIS-ID: 27166 Objekt-ID: 23681                                                   | vor Baumgarten am Wagram 29 Standort KG: Baumgarten am Wagram | Die auf die hl. Maria geweihte Ortskapelle stammt aus dem Jahr 1763 und verfügt über einen Turm mit Pyramidenhelm. | BDA-Hist.: Q37908547 Status: § 2a Stand der BDA-Liste: 2025-06-30 Name: Ortskapelle GstNr.: 983/13 Ortskapelle Baumgarten, Gemeinde Großweikersdorf                                         |
| ja   | Datei hochladen | Aufnahmsgebäude Großweikersdorf HERIS-ID: 27151 Objekt-ID: 23666                               | Bahnstraße 31 Standort KG: Großweikersdorf                    | Das zweigeschoßige und sechsachsige Aufnahmegebäude mit zweiachsigem übergiebelten Mittelrisalit stammt aus der Zeit um 1900. | BDA-Hist.: Q37908386 Status: Bescheid Stand der BDA-Liste: 2025-06-30 Name: Aufnahmsgebäude Großweikersdorf GstNr.: .262 Aufnahmsgebäude Bahnhof Großweikersdorf                            |
| ja   | Datei hochladen | Ehem. Rathaus HERIS-ID: 27174 Objekt-ID: 23690                                                 | Hauptplatz 1 Standort KG: Großweikersdorf                     | 5-achsiger, zweigeschoßiger Bau mit Satteldach und durch Putzbänder gegliederter Fassade im Kern aus dem 17. Jahrhundert. | BDA-Hist.: Q37908599 Status: § 2a Stand der BDA-Liste: 2025-06-30 Name: Ehem. Rathaus GstNr.: .35 Rathaus, Großweikersdorf                                                                  |
| ja   | Datei hochladen | Figur hl. Donatus HERIS-ID: 27180 Objekt-ID: 23696                                             | vor Hauptplatz 3 Standort KG: Großweikersdorf                 | Auf einem Postament mit dem Relief des Marktwappens steht die 1730 entstandene Figur des hl. Donatus. | BDA-Hist.: Q37908697 Status: § 2a Stand der BDA-Liste: 2025-06-30 Name: Figur hl. Donatus GstNr.: 3190/5 Donatus-Statue, Gemeinde Großweikersdorf                                           |
| ja   | Datei hochladen | Kaiser Franz Joseph-Denkmal HERIS-ID: 27175 Objekt-ID: 23691                                   | vor Hauptplatz 5 Standort KG: Großweikersdorf                 | Anlässlich des 60-jährigen Regierungsjubiläums Franz Josephs I. wurde der Obelisk mit der Büste des Kaisers 1908 auf dem Hauptplatz aufgestellt. | BDA-Hist.: Q37908620 Status: § 2a Stand der BDA-Liste: 2025-06-30 Name: Kaiser Franz Joseph-Denkmal GstNr.: 3190/5 Kaiser Franz-Joseph Jubiläums-Denkmal Großweikersdorf                    |
| ja   | Datei hochladen | Pranger HERIS-ID: 27177 Objekt-ID: 23693                                                       | vor Hauptplatz 7 Standort KG: Großweikersdorf                 | In der Mitte des Hauptplatzes steht der mit 1800 bezeichnete Pranger. | BDA-Hist.: Q37908659 Status: § 2a Stand der BDA-Liste: 2025-06-30 Name: Pranger GstNr.: 3190/5 Pranger, Gemeinde Großweikersdorf                                                            |
| ja   | Datei hochladen | Mariensäule, Maria Immaculata HERIS-ID: 27181 Objekt-ID: 23697                                 | vor Hauptplatz 8 Standort KG: Großweikersdorf                 | Auf breitem Postament stehen Engelsfiguren mit Kartuschen. Aus ihrer Mitte erhebt sich die schlanke Säule mit der Statue der Maria Immaculata aus 1720. | BDA-Hist.: Q37908717 Status: § 2a Stand der BDA-Liste: 2025-06-30 Name: Mariensäule GstNr.: 3190/5 Mariensäule, Gemeinde Großweikersdorf                                                    |
| ja   | Datei hochladen | Kirchhofportal HERIS-ID: 27138 Objekt-ID: 23653                                                | neben Hauptplatz 8 Standort KG: Großweikersdorf               | Das spätbarocke Schmiedeeisentor mit 2 Wappen aus dem Jahre 1740 diente früher als Friedhofsportal. | BDA-Hist.: Q37908249 Status: § 2a Stand der BDA-Liste: 2025-06-30 Name: Kirchhofportal GstNr.: .47 Kirchhofportal Großweikersdorf                                                           |
| ja   | Datei hochladen | Bildstock Christus am Ölberg HERIS-ID: 27182 Objekt-ID: 23698                                  | bei Hauptplatz 8 Standort KG: Großweikersdorf                 | Bildsäule aus dem 1. Viertel des 18. Jahrhunderts. Reliefiertes Säulenkapitell mit Quaderaufsatz und Relief Christus auf dem Ölberg. | BDA-Hist.: Q37908735 Status: § 2a Stand der BDA-Liste: 2025-06-30 Name: Bildstock Christus am Ölberg GstNr.: .47 Christus am Ölberg, Gemeinde Großweikersdorf                               |
| ja   | Datei hochladen | Epitaph des Hans Turzo von Bethlehemsdorf HERIS-ID: 27187 Objekt-ID: 23703                     | neben Hauptplatz 10 Standort KG: Großweikersdorf              | Die Grabplatte aus dem Jahre 1712 befindet sich neben dem Schmiedeeisentor vor der Pfarrkirche an der Mauer. | BDA-Hist.: Q37908789 Status: § 2a Stand der BDA-Liste: 2025-06-30 Name: Epitaph des Hans Turzo von Bethlehemsdorf GstNr.: .47                                                               |
| ja   | Datei hochladen | Kath. Pfarrkirche hl. Georg HERIS-ID: 27137 Objekt-ID: 23652                                   | neben Hauptplatz 10 Standort KG: Großweikersdorf              | Nach einem Brand der ursprünglichen Pfarrkirche wurde der heutige monumentale Bau 1733 ausgeführt. Taufbecken des Eggenburger Bildhauers Johann Georg Schmutzer von 1725 in Teilen erhalten. Der Turm wurde 1834–1838 ausgebaut. Gegliederter Turmaufbau mit mehrteiligem Zwiebelhelm.                                                                              | BDA-Hist.: Q14912746 Status: § 2a Stand der BDA-Liste: 2025-06-30 Name: Kath. Pfarrkirche hl. Georg GstNr.: .47 Pfarrkirche St. Georg, Großweikersdorf                                      |
| ja   | Datei hochladen | Figur hl. Florian HERIS-ID: 27179 Objekt-ID: 23695                                             | gegenüber Hauptplatz 14 Standort KG: Großweikersdorf          | Auf einem Postament mit dem Relief des Marktwappens steht die 1730 entstandene Figur des hl. Florian. | BDA-Hist.: Q37908678 Status: § 2a Stand der BDA-Liste: 2025-06-30 Name: Figur hl. Florian GstNr.: 3190/5 Florian Statue, Gemeinde Großweikersdorf                                           |
| ja   | Datei hochladen | Wohnhaus, Ehem. Poststation, ehem. Gasthof Zum goldenen Kreuz HERIS-ID: 27176 Objekt-ID: 23692 | Hauptplatz 21 Standort KG: Großweikersdorf                    | zweigeschoßiger spätbarocker Bau aus 1772. Gekrümmte 12-achsige Fassade mit barocker Gliederung durch stuckierte Fensterrahmungen im Obergeschoß, zwischen den Fenstern Pilastergliederung, Putzband zwischen den Geschoßen. | BDA-Hist.: Q37908641 Status: Bescheid Stand der BDA-Liste: 2025-06-30 Name: Wohnhaus, Ehem. Poststation, ehem. Gasthof Zum goldenen Kreuz GstNr.: .124 Wohnhaus Hauptplatz, Großweikersdorf |
| ja   | Datei hochladen | Figur hl. Johannes Nepomuk HERIS-ID: 27091 Objekt-ID: 23605                                    | vor Horner Straße 8 Standort KG: Großweikersdorf              | Die 1994 restaurierte Statue des hl. Johannes Nepomuk auf Volutensockel stammt aus dem Jahre 1713. | BDA-Hist.: Q37907747 Status: § 2a Stand der BDA-Liste: 2025-06-30 Name: Figur hl. Johannes Nepomuk GstNr.: 3190/3 Nepomuk Statue, Gemeinde Großweikersdorf                                  |
| ja   | Datei hochladen | Pfarrhof HERIS-ID: 27185 Objekt-ID: 23701                                                      | Jubiläumstraße 1 Standort KG: Großweikersdorf                 | 7-achsiger Bau, Fassade durch Putzbänder gegliedert. Wurde nach Brand 1727 neu errichtet und 1949 zweigeschoßig aufgestockt. | BDA-Hist.: Q37908770 Status: § 2a Stand der BDA-Liste: 2025-06-30 Name: Pfarrhof GstNr.: .120/1                                                                                             |
| ja   | Datei hochladen | Hügelgrab Kugelberg HERIS-ID: 28356 Objekt-ID: 24921                                           | Kobelberg Standort KG: Großweikersdorf                        | Kegelstutzartiges Erdwerk von rund 14 Meter Höhe südöstlich des Ortes mit unbekannter Funktion. Aufgrund von Funden in der Umgebung wird ein früheisenzeitlicher Grabhügel oder eine mittelalterliche hausbergartige Anlage vermutet. Möglicherweise treffen beide Deutungen zu, und es wurde ein Hügelgrab aus praktischen Gründen in eine Wehranlage umgewandelt. | BDA-Hist.: Q37919488 Status: Bescheid Stand der BDA-Liste: 2025-06-30 Name: Hügelgrab Kugelberg GstNr.: 468/2, 469, 470 Kugelberg, Großweikersdorf                                          |
| ja   | Datei hochladen | Gnadenstuhl HERIS-ID: 27089 Objekt-ID: 23603                                                   | neben Leopold Schuller-Platz 1 Standort KG: Großweikersdorf   | Dreifaltigkeitssäule aus der 1. Hälfte des 19. Jahrhunderts. Toskanische Säule auf hohem Sockel und abschließender Figurengruppe Gnadenstuhl. | BDA-Hist.: Q37907711 Status: § 2a Stand der BDA-Liste: 2025-06-30 Name: Gnadenstuhl GstNr.: .47                                                                                             |
| ja   | Datei hochladen | Hausberg Meisenberg (Vanberg) HERIS-ID: 112209 Objekt-ID: 130281                               | Meisenberg Standort KG: Großweikersdorf                       | Fundzone mittelalterlicher Keramikreste des 11. Jahrhunderts. | BDA-Hist.: Q37829545 Status: Bescheid Stand der BDA-Liste: 2025-06-30 Name: Hausberg Meisenberg (Vanberg) GstNr.: 1876/2, 1882, 1883, 1889, 1893                                            |
| ja   | Datei hochladen | Wohnhaus, Gansbergermühle HERIS-ID: 27143 Objekt-ID: 23658                                     | Mühlweg 3 Standort KG: Großweikersdorf                        | Durch eine Tormauer mit Schweifgiebel aus dem 18. Jahrhundert gelangt man zum zweigeschoßigen späthistoristischen Bau aus dem 3. Viertel des 19. Jahrhunderts, der an einen älteren, eingeschoßigen Trakt angebaut ist. | BDA-Hist.: Q37908317 Status: Bescheid Stand der BDA-Liste: 2025-06-30 Name: Wohnhaus, Gansbergermühle GstNr.: .147                                                                          |
| ja   | Datei hochladen | Figurenbildstock sog. Urlaubergruppe HERIS-ID: 27170 Objekt-ID: 23686                          | vor Schmidastraße 27 Standort KG: Großweikersdorf             | Figurengruppe auf Volutensockel bezeichnet 1724. | BDA-Hist.: Q37908562 Status: § 2a Stand der BDA-Liste: 2025-06-30 Name: Figurenbildstock sog. Urlaubergruppe GstNr.: 3190/25                                                                |
| ja   | Datei hochladen | Bildstock HERIS-ID: 27173 Objekt-ID: 23689                                                     | Wiener Straße Standort KG: Großweikersdorf                    | Pfeilerbildstock mit Quaderaufsatz und abschließendem Steinkreuz aus dem 3. Viertel des 17. Jahrhunderts. | BDA-Hist.: Q37908579 Status: § 2a Stand der BDA-Liste: 2025-06-30 Name: Bildstock GstNr.: 3190/7                                                                                            |
| ja   | Datei hochladen | Bildstock HERIS-ID: 27183 Objekt-ID: 23699                                                     | gegenüber Winzerstraße 62 Standort KG: Großweikersdorf        | 1955 wurde das sogenannte Bäckerkreuz aus dem Jahre 1675 an den heutigen Standort übertragen. Der Pfeilerbildstock mit Quaderaufsatz und abschließendem Steinkreuz zeigt im Quader Reliefs der Kreuzigung und des hl. Georg sowie ein Bäckerzeichen. | BDA-Hist.: Q37908751 Status: § 2a Stand der BDA-Liste: 2025-06-30 Name: Bildstock GstNr.: 2314/5                                                                                            |
| ja   | Datei hochladen | Kreuzigungsgruppe HERIS-ID: 27136 Objekt-ID: 23651                                             | am Friedhof Standort KG: Großweikersdorf                      | Die auf dem Friedhof stehende Kreuzigungsgruppe zeigt Maria (Mutter Jesu) unter dem Kruzifix, flankiert von Johannes und Maria Magdalena. Sie wurde im zweiten Viertel des 19. Jahrhunderts errichtet. | BDA-Hist.: Q37908225 Status: § 2a Stand der BDA-Liste: 2025-06-30 Name: Figur Kreuzigungsgruppe GstNr.: 2318                                                                                |
| ja   | Datei hochladen | Bildstock HERIS-ID: 27142 Objekt-ID: 23657                                                     | Standort KG: Großweikersdorf                                  | Auf einem schmucklosen quadratischen Pfeiler vor dem Friedhof befindet sich unter einem Blechdach die Figurengruppe Pietá. | BDA-Hist.: Q37908302 Status: § 2a Stand der BDA-Liste: 2025-06-30 Name: Bildstock GstNr.: 2317/1                                                                                            |
| ja   | Datei hochladen | Bildstock HERIS-ID: 27084 Objekt-ID: 23598                                                     | gegenüber Großwiesendorf 2 Standort KG: Großwiesendorf        | Tabernakelpfeiler aus dem Jahre 1529 mit Pyramidendach und abschließendem Doppelkreuz aus Metall. Über dem abgefasten Pfeiler befindet sich ein zweiseitig geöffneter Tabernakel mit Kielbogenmaßwerk. | BDA-Hist.: Q37907628 Status: § 2a Stand der BDA-Liste: 2025-06-30 Name: Bildstock GstNr.: 70/3                                                                                              |
| ja   | Datei hochladen | Kruzifix/Kreuz HERIS-ID: 27088 Objekt-ID: 23602                                                | nördlich Großwiesendorf 69 Standort KG: Großwiesendorf        | Das Haffensteingrab bezeichnete Kruzifix stammt aus dem Jahre 1721. | BDA-Hist.: Q37907694 Status: § 2a Stand der BDA-Liste: 2025-06-30 Name: Kruzifix/Kreuz GstNr.: 1556/4                                                                                       |
| ja   | Datei hochladen | Ortskapelle HERIS-ID: 27087 Objekt-ID: 23601                                                   | neben Großwiesendorf 80 Standort KG: Großwiesendorf           | Flach gedeckter Bau mit Dachreiter aus dem Jahre 1764. | BDA-Hist.: Q37907679 Status: § 2a Stand der BDA-Liste: 2025-06-30 Name: Ortskapelle GstNr.: .14 Ortskapelle Großwiesendorf, Gemeinde Großweikersdorf                                        |
| ja   | Datei hochladen | Ortskapelle HERIS-ID: 27090 Objekt-ID: 23604                                                   | gegenüber Kleinwiesendorf 9 Standort KG: Kleinwiesendorf      | Barocker Bau mit Rundapsis und Dachreiter mit Spitzdach aus dem Jahre 1772. | BDA-Hist.: Q37907729 Status: § 2a Stand der BDA-Liste: 2025-06-30 Name: Ortskapelle GstNr.: 33 Ortskapelle Kleinwiesendorf, Gemeinde Großweikersdorf                                        |
| ja   | Datei hochladen | Schloss mit Wirtschaftsgebäuden HERIS-ID: 27164 Objekt-ID: 23679                               | Ruppersthal 1 Standort KG: Ruppersthal                        | Langgestreckter zweigeschoßiger spätbarocker Bau mit Gliederung durch Putzbänder über einer genuteten Sockelzone. Im 19. Jahrhundert teilweise umgebaut. | BDA-Hist.: Q37908509 Status: Bescheid Stand der BDA-Liste: 2025-06-30 Name: Schloss mit Wirtschaftsgebäuden GstNr.: .1 Schloss Ruppersthal                                                  |
| ja   | Datei hochladen | Figur hl. Florian HERIS-ID: 27152 Objekt-ID: 23667                                             | vor Ruppersthal 97 Standort KG: Ruppersthal                   | Polychromierte Figur des hl. Florian aus der 1. Hälfte des 19. Jahrhunderts. | BDA-Hist.: Q37908405 Status: § 2a Stand der BDA-Liste: 2025-06-30 Name: Figur hl. Florian GstNr.: 2825/1 Florian Ruppersthal, Gemeinde Großweikersdorf                                      |
| ja   | Datei hochladen | Ehem. Pleyel-Schule, Museum HERIS-ID: 28358 Objekt-ID: 24924                                   | Ruppersthal 108 Standort KG: Ruppersthal                      | In der ehemaligen Pleyel-Schule neben der Pfarrkirche ist das Pleyel-Museum untergebracht. | BDA-Hist.: Q37919503 Status: Bescheid Stand der BDA-Liste: 2025-06-30 Name: Ehem. Pleyel-Schule, Museum GstNr.: .130/2                                                                      |
| ja   | Datei hochladen | Kath. Pfarrkirche hl. Ägidius HERIS-ID: 27139 Objekt-ID: 23654                                 | neben Ruppersthal 108 Standort KG: Ruppersthal                | Die spätgotische Staffelkirche mit mittelalterlichem Turm wurde im 1. Viertel des 18. Jahrhunderts barockisiert. | BDA-Hist.: Q37908265 Status: § 2a Stand der BDA-Liste: 2025-06-30 Name: Kath. Pfarrkirche hl. Ägidius GstNr.: .129 Pfarrkirche hl. Ägidius Ruppersthal                                      |
| ja   | Datei hochladen | Friedhofskreuz HERIS-ID: 27156 Objekt-ID: 23671                                                | bei Ruppersthal 108 Standort KG: Ruppersthal                  | Friedhofskreuz aus Holz, vermutlich aus der 1. Hälfte des 15. Jahrhunderts. | BDA-Hist.: Q37908439 Status: § 2a Stand der BDA-Liste: 2025-06-30 Name: Friedhofskreuz GstNr.: 2785/1 Friedhofskreuz Ruppersthal, Gemeinde Großweikersdorf                                  |
| ja   | Datei hochladen | Stiegenanlage HERIS-ID: 27140 Objekt-ID: 23655                                                 | bei Ruppersthal 109 Standort KG: Ruppersthal                  | Gedeckter Stiegenaufgang zur Pfarrkirche mit Portal aus der 2. Hälfte des 19. Jahrhunderts. | BDA-Hist.: Q37908283 Status: § 2a Stand der BDA-Liste: 2025-06-30 Name: Stiegenanlage GstNr.: 2825/1                                                                                        |
| ja   | Datei hochladen | Bildstock HERIS-ID: 27149 Objekt-ID: 23664                                                     | Standort KG: Ruppersthal                                      | Wuchtiger Tabernakelpfeiler mit zweiseitig geöffnetem Tabernakel, Pyramidendach und abschließendem Metallkreuz aus dem 19. Jahrhundert. | BDA-Hist.: Q37908369 Status: § 2a Stand der BDA-Liste: 2025-06-30 Name: Bildstock GstNr.: 2806/4 Bildstock Ruppersthal Gst. 2806/4, Gemeinde Großweikersdorf                                |
| ja   | Datei hochladen | Bildstock HERIS-ID: 27155 Objekt-ID: 23670                                                     | Standort KG: Ruppersthal                                      | Gedrungener Pfeiler mit Pyramidendach und abschließendem Metallkreuz, bezeichnet 1764. | BDA-Hist.: Q37908422 Status: § 2a Stand der BDA-Liste: 2025-06-30 Name: Bildstock GstNr.: 2790/3, 2788/3                                                                                    |
| ja   | Datei hochladen | Bildstock HERIS-ID: 27158 Objekt-ID: 23673                                                     | Standort KG: Ruppersthal                                      | Toskanische Säule über würfelförmigem Sockel mit Quaderaufsatz und abschließendem Metallkreuz aus dem Jahre 1723. Im Quaderaufsatz Reliefs Pietà, Gnadenstuhl und hl. Ambrosius. | BDA-Hist.: Q37908456 Status: § 2a Stand der BDA-Liste: 2025-06-30 Name: Bildstock GstNr.: 3306                                                                                              |
| ja   | Datei hochladen | Bildstock HERIS-ID: 27161 Objekt-ID: 23676                                                     | Standort KG: Ruppersthal                                      | Abgefaster Pfeiler mit Quaderaufsatz und Pyramidendach aus der Mitte des 17. Jahrhunderts. Im Quader Blendnischen. | BDA-Hist.: Q37908472 Status: § 2a Stand der BDA-Liste: 2025-06-30 Name: Bildstock GstNr.: 3462 Bildstock Ruppersthal Gst. 3462, Gemeinde Großweikersdorf                                    |
| ja   | Datei hochladen | Bildstock HERIS-ID: 27163 Objekt-ID: 23678                                                     | Standort KG: Ruppersthal                                      | Spätbarocker Grabstein mit abschließendem Metallkreuz aus der 2. Hälfte des 18. Jahrhunderts. | BDA-Hist.: Q37908491 Status: § 2a Stand der BDA-Liste: 2025-06-30 Name: Bildstock GstNr.: 3295 Bildstock Ruppersthal Gst. 3295, Gemeinde Großweikersdorf                                    |
| ja   | Datei hochladen | Figur HERIS-ID: 27085 Objekt-ID: 23599                                                         | Standort KG: Tiefenthal                                       | Spätbarocke Figur eines kreuztragenden Engels. | BDA-Hist.: Q37907646 Status: § 2a Stand der BDA-Liste: 2025-06-30 Name: Figur GstNr.: 451/1                                                                                                 |